# Kudelstaart
Kudelstaart est un village de la commune néerlandaise d'Aalsmeer, dans la province de la Hollande-Septentrionale. En 2009, le village comptait environ 6 700 habitants.